# سالاد شوپسکا

سالاد شوپسکا (به بلغاری: Шопска салата) یک سالاد سنتی سرد بلغاری است که در سراسر منطقه بالکان و اروپای مرکزی محبوب می‌باشد.
این سالاد از گوجه فرنگی، خیار، پیاز، فلفل خام یا کبابی (ترجیحاً بو داده)، نوعی پنیر شور (Sirene) و جعفری تهیه می‌شود.

## طرز تهیه
سبزیجات معمولاً به صورت مکعبی خرد و با نمک (شور) مزه‌دار شده و سپس روغن آفتاب گردان یا روغن زیتون که گاهی با سرکه تکمیل می‌شود به عنوان سس در سالاد استفاده می‌شود. در رستوران‌ها سس‌ها به صورت جداگانه ارائه می‌گردد. در نهایت، سبزیجات سالاد با یک لایهٔ ضخیم از پنیر سرینه رنده شده یا مکعبی شکل پوشانده می‌شود. در مناطقی که پنیر سرینه در دسترس نباشد می‌توان از پنیر فتا به عنوان جایگزین آن استفاده کرد. این سالاد اغلب به عنوان پیش غذا و به همراه راکیا (Rakija) مصرف می‌شود.
نام سالاد شوپسکا برگرفته از منطقه‌ای به نام شوپی (Shopi) است که بخش عمده آن در بلغارستان قرار دارد.